# 安世高
安世高（?—大約2世紀），本名清，字世高，來自西域安息帝國，故稱「安」。原為太子，後出家為佛教僧人，和支婁迦讖並列為東漢時期佛經翻譯的重要人物。

## 生平
年幼時以孝行聞名，聰敏好學，並精通外國典籍、七曜五行、鳥獸之聲、醫方異術，無不暢達。约130年，他因不安于世俗生活，將王位讓位給叔父，出家修行，精研阿毘曇與禪經，歷遊西域諸國。於漢桓帝即位初年（約147年）隻身東來。建和二年（148年），游步洛阳，通习汉文。在中原大約二十年，弘法譯經。東漢末年，漢靈帝即位時（約170年左右），中原動蕩不安，安世高避禍江南，曾先后到豫章、丹阳、会稽等地宣扬教义，讲解佛典。曾至廣州，最後於會稽（浙江紹興）遭誤傷身亡。
安世高所譯佛典以說一切有部的禪經和毘曇學為主，世稱「善開禪數」（禪定、法數）。釋道安法師譽其譯作：「義理明晰，文字允正，辯而不華，質而不野」。

## 翻譯作品
安世高的譯籍，《出三藏記集》卷二載出35部40卷，還具體列出所譯經名。安世高譯經時，往往把自己的解釋加進去，其中《四諦》、《口解》、《十四意》、《九十八結》，道安認為似乎是安世高所撰。《口解》是講經的記錄，類似於講義。
安世高的譯籍歷經散佚，現存22部26卷，呂澂編著的《新編漢文大藏經目錄》所列如下：
| 序號 | 《出三藏記集》所載              | 序號 | 呂澂《目錄》所載 | 附註                                                                                              |
| ---- | ------------------------------- | ---- | ---------------- | ------------------------------------------------------------------------------------------------- |
| 1    | 安般守意經(安錄云小安般經)        |      | ---              | 後來在日本天野山「金剛寺寫卷」中發現                                                              |
| 2    | 陰持入經                        | 1    | 陰持入經         | 本經可與《藏釋·第六章》對照                                                                       |
| 3    | 百六十品經(出增一阿含)          |      | ---              |                                                                                                   |
| 4    | 大十二門經                      |      | ---              | 後來在日本天野山「金剛寺寫卷」中發現                                                              |
| 5    | 小十二門經                      |      | ---              | 後來在日本天野山「金剛寺寫卷」中發現                                                              |
| 6    | 大道地經                        | 2    | 道地經           | 修行道地經經抄                                                                                    |
| 7    | 人本生經                        | 3    | 人本欲生經       | 中阿含97經：大因經、長阿含：大緣方便經(同本異譯)                                                  |
| 8    | 道意發行經                      |      | ---              |                                                                                                   |
| 9    | 阿毘曇五法經                    | 4    | 阿毘曇五法行經   | 阿毘達磨品類足論·辨五事品(同本異譯)                                                               |
| 10   | 七法經(又云阿毘曇七法行經,今闕)   |      | ---              |                                                                                                   |
| 11   | 五法經                          |      | ---              |                                                                                                   |
| 12   | 十報經(出長阿含)                | 5    | 長阿含十報法經   | 長阿含經10經：十上經(同本異譯)                                                                    |
| 13   | 普法義經(一名具法行,出長阿含)   | 6    | 普法義經         | 真諦《廣義法門經》(同本異譯，出中阿含)，梵語經題：Arthavistara                                    |
| 14   | 義決律(或云義決律法行經,出長阿含) |      | ---              |                                                                                                   |
| 15   | 漏分布經(出長阿含)              | 7    | 漏分布經         | 中阿含111經：達梵行經(同本異譯)                                                                   |
| 16   | 四諦經(出長阿含)                | 8    | 四諦經           | 中阿含31經：分別聖諦經(同本異譯)                                                                  |
| 17   | 七處三觀經(出雜阿含)            | 9    | 七處三觀經       | 雜阿含42經(同本異譯) 除七處三觀經，還混入《積骨經》，《九橫經》，及44篇(對應增支部經)的雜經       |
| 18   | 九橫經(出雜阿含)                | 10   | 九橫經           | 附於七處三觀經                                                                                    |
| 19   | 八正道經(出雜阿含)              | 11   | 八正道經         | 雜阿含784經(同本異譯)                                                                             |
| 20   | 雜經四十四篇(出增一阿鋡,今闕)   | 12   | 雜經四十四篇     | 呂澂認為附於七處三觀經的增支部雜經即是雜經四十四篇                                                |
| 21   | 五十校計經                      | 13   | 明度五十校計經   | 收入《大方等大集經·十方菩薩品》，高明道認為本經也許是支婁迦讖所翻                                 |
| 22   | 大安般經                        | 14   | 大安般守意經     | 安般守意經及其註釋                                                                                |
| 23   | 思惟經(或思惟略要法)            |      | ---              | 據祐錄， 形疾三品風抄自本經。五門禪經要用法及題羅什譯思惟略要法有其內容：「形疾有三品……如入刺林」 |
| 24   | 十二因緣經                      |      | ---              | 據法經錄，安世高所譯十二因緣經又名聞城十二因緣經。此是雜阿含287經(同本異譯)                       |
| 25   | 五陰喻經                        | 15   | 五陰譬喻經       | 雜阿含經265經(同本異譯)                                                                           |
| 26   | 轉法輪經                        | 16   | 轉法輪經         | 雜阿含經379經(同本異譯)                                                                           |
| 27   | 流攝經                          | 17   | 一切流攝守因經   | 中阿含經10經：漏盡經(同本異譯)                                                                    |
| 28   | 是法非法經                      | 18   | 是法非法經       | 中阿含85經：真人經(同本異譯)                                                                      |
| 29   | 法受塵經                        | 19   | 法受塵經         | 增壹阿含9品7-8經(同本異譯)、對應增支部一集1-10經                                                  |
| 30   | 十四意經(菩薩十四意經,今闕)     |      | ---              |                                                                                                   |
| 31   | 本相猗致經(出中阿含)            | 20   | 本相猗致經       | 中阿含51經：本際經(同本異譯)                                                                      |
| 32   | 阿鋡口解(阿鋡口解十二因緣經)    |      | ---              | 大藏經收有此本T1508標為安玄譯；許理和、左冠明認為是安世高譯                                       |
| 33   | 阿毘曇九十八結經(今闕)          |      | ---              |                                                                                                   |
| 34   | 禪行法想經                      | 21   | 禪行法想經       | 對應增支部一集465經-484經 （页面存档备份，存于），《禪行三十七品經》為同一系列                    |
| 35   | 難提迦羅越經(今闕)              |      | ---              | 迦羅越梵語為kulapati，指居士                                                                      |
| x    |                                 | 22   | 積骨經           | 附於七處三觀經，與雜阿含經947經；單卷本T101《雜阿含經》11經為同本異譯                             |

呂澂認為從翻譯用語等對勘，「五陰譬喻經」、「轉法輪經」、「法受塵經」與「禪行法想經」可能不是安世高譯經，而「四諦經」有與記載不符的疑慮。許理和等人排除掉《五十校計經》、《九橫經》、《積骨經》、《雜經四十四篇》等，認為這些不是安世高所譯。
一般較為肯定是安世高所翻譯的佛經主要是《安般守意經》、《陰持入經》、《道地經》、《人本欲生經》、《阿毘曇五法經》等，以及在日本天野山「金剛寺寫卷」中發現的大小《十二門經》。
另外，一卷本的《雜阿含經》從譯語來看，或許也是安世高的譯作。《出三藏記集》〈新集安公古異經錄〉基本列出了該一卷本的經名，從「色比丘念本起經」至「說人自說人骨不知腐經」。現存的《雜阿含經》一卷本沒有「署杜乘披羅門經」，又附加《身觀經》、《四婦喻經》和《七處三觀經》，形成今本二十七經的樣貌。

## 學術研究
馮承鈞在1930年代曾研究安世高的身世，認為他是安息國王帕科羅斯二世之子Parthamasiris of Armenia，他父親死後，由其弟弟Chosroes繼位。
馬雍則認為安世高非帕科羅斯二世（滿屈）之子，而是Chosroes（Osroes I）的兒子，他父親死後，其叔叔沃洛吉斯三世繼位，安世高被迫流亡他國。